# Důchodová spotřební křivka
Důchodová spotřební křivka je v ekonomii a zejména v teorii volby spotřebitele křivka v grafu, ve kterém jsou množství dvou produktů zanesena na dvě osy; křivka je locus bodů ukazující spotřební balíčky vybrané na každé z různých úrovní příjmu.
Důchodový efekt v ekonomii lze definovat jako změnu spotřeby vyplývající ze změny reálného příjmu. Tato změna příjmu může pocházet z jednoho ze dvou zdrojů: z vnějších zdrojů nebo z uvolnění (nebo nasáknutí) příjmu způsobeného snížením (nebo zvýšením) ceny produktů, za které se peníze utrácí. Účinek prvního typu změny dostupného příjmu je znázorněn důchodovou spotřební křivkou diskutovanou ve zbývající části tohoto článku, zatímco účinek uvolnění stávajícího příjmu poklesem cen je diskutován spolu s jeho doprovodným jevem, substitučním účinkem, v samostatném článku na toto téma. Pro uvedení příkladu, pokud spotřebitel utratí polovinu svého příjmu pouze za chleba, padesátiprocentní snížení ceny chleba zvýší množství peněz, které má spotřebitel k dispozici na nákup více chlebů, nebo jiného statku.
Preference spotřebitele, peněžní příjem a ceny hrají důležitou roli při řešení spotřebitelova problému optimalizace (výběr toho, kolik různých produktů spotřebuje, aby se maximalizoval jejich užitek s omezením rozpočtu). Srovnávací statistika chování spotřebitelů zkoumá účinky změn exogenních nebo nezávislých proměnných (zejména ceny a peněžní příjmy spotřebitelů) na vybrané hodnoty endogenních nebo závislých proměnných (požadavky spotřebitele na produkt). Když příjem spotřebitele stoupne a ceny jsou zachovány konstantní, mění se optimální balíček vybraný spotřebitelem podle toho, jak se mění set spotřebitelových možností. Důchodová spotřební křivka je množina tečných bodů indiferenčních křivek s různými liniemi rozpočtu, přičemž ceny zůstávají konstantní, jelikož zvyšování příjmů posouvá rozpočtové omezení ven (rozšiřuje ho).

## Spotřebitelská teorie

Obrázek 1: Zvýšení příjmu, při fixních cenách všech statků, způsobí, že spotřebitelé zvolí jiný spotřební koš. Krajní indiferenční křivky patří různým jedincům, s různými preferencemi, zatímco tři prostřední indiferenční křivky patří jednomu jedinci, pro kterého je zobrazena důchodová spotřební křivka. Každá modrá čára reprezentuje jednu úroveň celkových výdajů společnou pro všechny její body; její sklon závisí na relativních cenách zboží.

Efekt příjmu je jev pozorovaný skrze změny kupní síly. Odhaluje změnu v požadované kvantitě (produktu) způsobenou změnou reálného příjmu. Graf 1 vlevo ukazuje spotřební vzorce spotřebitele dvou výrobků X1 a X2, jejichž ceny jsou p1 a p2. Počáteční balíček X* je balíček, který si spotřebitel vybere v rozpočtové linii B1. Zvýšení peněžních příjmů spotřebitele s konstantními hodnotami p1 a p2 posune rozpočtovou linii směrem ven paralelně k sobě.
Na grafu to znamená, že změna peněžního příjmu spotřebitele posune linii rozpočtu B1 paralelně ven směrem k B2, kde bude vybrán balíček X'. Zvýšení peněžního příjmu spotřebitele bude opět tlačit linii rozpočtu B2 směrem ven rovnoběžně s B3, kde bude vybrán svazek X". Lze tedy říci, že s kolísáním příjmů spotřebitelů a s konstantními cenami produktů lze důchodovou spotřební křivku zakreslit jako soubor optimálních bodů.

## Důchodová spotřební křivka pro různé druhy produktů
V případě znázorněném na obrázku 1 jsou X1 i X2 normálním statkem, v takovém případě se s rostoucím peněžním příjmem zvyšuje poptávka po produktu. Má-li však spotřebitel jiné preference, má v rozpočtové linii B2 možnost zvolit X0 nebo X+. Když se příjem spotřebitele zvyšuje a spotřebitel si místo X' vybere X0, tj. pokud je indiferenční křivka spotřebitele I4 a ne I2, pak by poptávka po X1 klesala. V takovém případě by se X1 nazývalo inferiorním produktem, tj. poptávka po produktu X1 klesá s růstem příjmu spotřebitele. Nárůst příjmu spotřebitele tedy může vést k tomu, že jeho poptávka po produktu vzroste, klesne nebo se vůbec nezmění. Zde je důležité poznamenat, že znalost preferencí spotřebitele je nezbytná pro předpovídání toho, zda je konkrétní produkt inferiorní nebo normální.

### Normální statek

Obrázek 2: Důchodová spotřební křivka pro normální statek.

Na obrázku 2 vlevo jsou B1, B2 a B3 různé linie rozpočtu a I1, I2 a I3 jsou indiferenční křivky, které jsou k dispozici spotřebiteli. Jak bylo ukázáno výše, s rostoucím příjmem spotřebitele se rozpočtová linie pohybuje směrem ven paralelně. V tomto případě se v případě zvýšení příjmu spotřebitele z počátečního balíčku X*, rozpočtová linie přesune z B1 na B2 a spotřebitel si vybere balíček X' – následně s dalším nárůstem příjmů spotřebitele se rozpočtová linie přesune z B2 na B3 a spotřebitel by si vybral balíček X" etc. Spotřebitel by tak maximalizoval svou užitečnost (?) v bodech X *, X 'a X "a spojením těchto bodů lze získat důchodovou spotřební křivku.

### Podřadné statky

Obrázek 3: S růstem důchodu se poptávka po normálním statku X^{2} zvýší, zatímco poptávka po méněcenném statku X^{1} se sníží.

Graf vpravo (graf 3) ukazuje spotřební vzorce spotřebitele dvou produktů X1 a X2, jejichž ceny jsou p1 a p2, kde B1 a B2 jsou linie rozpočtu a I1 a I2 jsou indiferenční křivky . Graf 3 jasně ukazuje, že se zvýšením příjmu spotřebitele se počáteční rozpočtová linie B1 pohybuje směrem ven rovnoběžně k B2 a spotřebitel si nyní vybere balíček X' oproti původního balíčku X*. 
Z grafu je patrné, že poptávka po X2 vzrostla z X21 na X22 s posunem linie rozpočtu směrem ven z B1 na B2 (což bylo způsobeno nárůstem příjmů spotřebitele). To v podstatě znamená, že produkt X2 je normální, protože poptávka po X2 rostla se zvyšováním příjmů spotřebitele.
Oproti tomu je třeba poznamenat, že, jak je z grafu patrné, poptávka po X1 klesla z X11 na X12 s posunem linie rozpočtu směrem ven z B1 na B2 (způsobeno zvýšením příjmů spotřebitele). To znamená, že produkt X1 je inferiorní, protože poptávka po X1 klesala se zvyšováním příjmů spotřebitele.
Spotřebitel maximalizuje svůj užitek v bodech X* a X' a propojením těchto bodů lze získat důchodovou spotřební křivku. Na grafu 3 se důchodová spotřební křivka ohýbá sama o sobě, protože s rostoucím příjmem spotřebitel požaduje více X2 a méně X1.  Důchodová spotřební křivka je v tomto případě záporně skloněná a příjmová elasticita poptávky bude rovněž záporná. Také cenový efekt pro X2 je pozitivní, zatímco pro X1 je negativní.

### Dokonalé substituty
Graf vpravo zobrazuje případ dvou produktů, X1 a X2, které jsou dokonalými náhradami a jejichž ceny jsou p1 a p2. Zde jsou I1, I2, I3, I4 a I5 přímými indiferenčními křivkami, B1, B2 a B3 jsou liniemi rozpočtu a X*, X' a X" jsou balíčky vybrané spotřebitelem. Pokud předpokládáme, že p1 < p2, pak by spotřebitel spotřeboval pouze X1, protože by to maximalizovalo jeho užitek.

Obrázek 4: Důchodová spotřební křivka pro dokonalé substituty.

Na grafu vpravo je B1 počáteční linie rozpočtu a spotřebitel si vybere X* jako svůj optimální balíček. Při zvyšování peněžního příjmu spotřebitele se jeho linie rozpočtu posune směrem ven na B2. Při linii rozpočtu B2 a indiferenční křivce I4 si spotřebitel vybere X'. Následně, jak se příjmy dále zvyšují, se rozpočtová linie opět posune směrem ven a rovnoběžně s B3, kde si spotřebitel vybere optimální balíček X".
Lze tedy říci, že množství produkt X1, které spotřebitel spotřebuje, se zvýší se zvýšením příjmu spotřebitele. Křivka příjmu a spotřeby perfektních náhradníků X1 a X2 tedy bude vodorovnou osou.

### Dokonalé komplementy

Obrázek 5: Důchodová spotřební křivka pro dokonalé komplementy.

V případě dokonalých doplňků bude spotřebitel konzumovat stejné množství produkt bez ohledu na příjem, ceny atd. Vzhledem k tomu, že úroveň spotřeby zůstává stejná, je křivka příjmu a spotřeby pro dokonalé komplementy diagonální čárou procházející počátkem, jak je znázorněno na grafu 5 vlevo.
Na grafu vlevo jsou X*, X' a X" body maximalizace užitku, kde se linie rozpočtu B1, B2 a B3 dotýkají zalomení indiferenčních křivek I1, I2 a I3 ve tvaru L. Spojením těchto bodů maxima užitku získáme důchodovou spotřební křivku pro dokonalé komplementy.